# Árpád Pusztai
Árpád Pusztai (8. září 1930 Budapešť – 17. prosince 2021) byl původem maďarský biochemik, expert na bílkoviny, který většinu své 30leté kariéry (1968–1998) strávil v institutu Rowett Research Institute in Aberdeen ve Skotsku. Je považován za světového předního experta na rostlinné lektiny a je autorem 270 odborných prací a tří knih na toto téma.
V roce 1998 Pusztai veřejně oznámil, že výsledky jeho výzkumu ukazují, že pojídání geneticky modifikovaných brambor způsobuje zdravotní újmy na pokusných krysách. Článek popisující tato data však za ne zcela standardních podmínek neprošel recenzním řízením a nebyl přijat k publikaci v prestižním časopise The Lancet.[zdroj?] V důsledku toho nebyla Pusztaiovi prodloužena smlouva. Kontroverze doprovázející (ne)publikaci výsledků a následné neprodloužení smlouvy je známa jako Pusztaiova aféra.
V roce 2005 získal cenu Whistleblower Award od asociace IALANA (International Association of Lawyers against Nuclear Arms – Německé sekce mezinárodní asociace právníků proti jaderným zbraním) a VDW (Federation of German Scientists – Federace německých vědců).